# NGC 2625
NGC 2625 est une petite galaxie spirale située dans la constellation du Cancer. NGC 2625 a été découverte par l'astronome allemand Albert Marth en 1864.

## Caractéristiques

### Distance
Sa vitesse par rapport au fond diffus cosmologique est de 4 802 ± 18 km/s, ce qui correspond à une distance de Hubble de 70,8 ± 5,0 Mpc (∼231 millions d'al).

### Émission de radiation ultraviolette
NGC 2625 est une galaxie dont le noyau brille dans le domaine de l'ultraviolet. Elle est inscrite dans le catalogue de Markarian sous la cote Mrk 625 (MK 625).
- Note : Wolfgang Steinicke[2] classe cette galaxie comme étant elliptique, mais l'image de l'étude SDSS montre nettement la présence de bras spiraux partant de son noyau.